# Leptophion samuelsoni
Leptophion samuelsoni är en stekelart som beskrevs av Ian D. Gauld och Mitchell 1981. Leptophion samuelsoni ingår i släktet Leptophion och familjen brokparasitsteklar. Inga underarter finns listade i Catalogue of Life.